# Strålginst
Strålginst (Genista radiata) är en ärtväxtart som först beskrevs av Carl von Linné, och fick sitt nu gällande namn av Giovanni Antonio Scopoli. Genista radiata ingår i släktet ginster, och familjen ärtväxter. Inga underarter finns listade i Catalogue of Life.

## Utbredning
Artens naturliga utbredningsområde är Frankrike, Österrike, Schweiz, Italien, forna Jugoslavien, Albanien, Grekland och Rumänien. 

## Bildgalleri

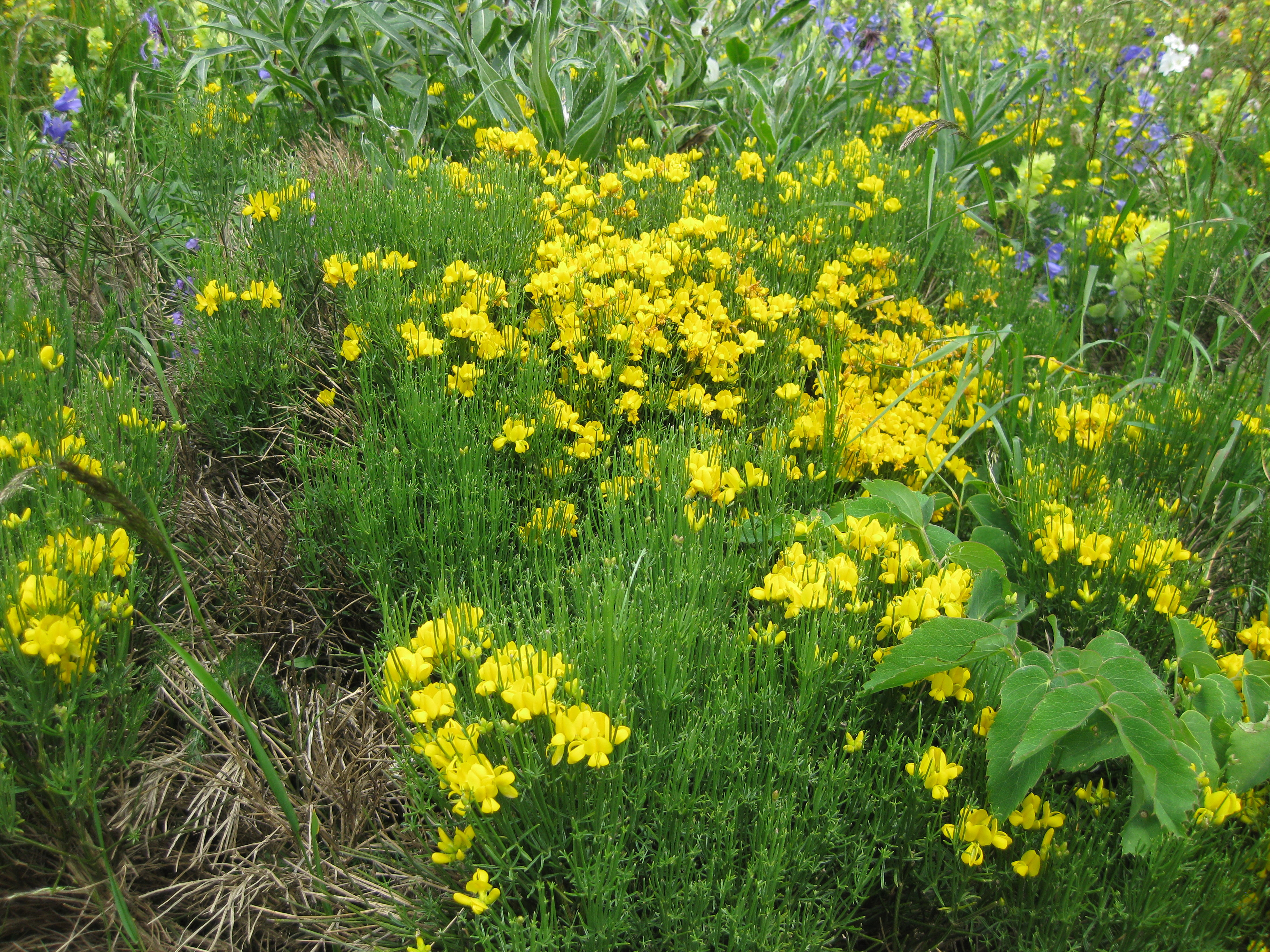
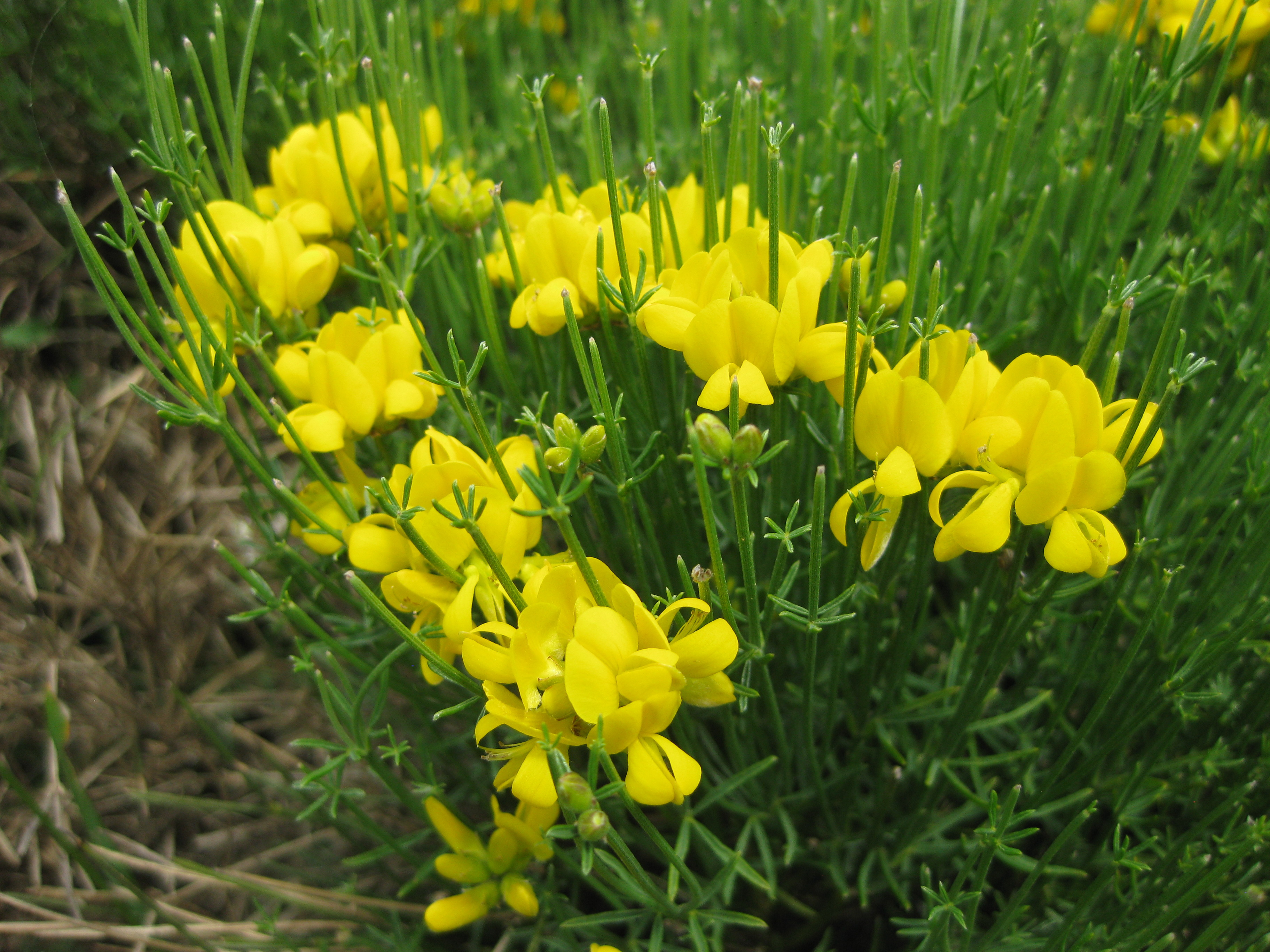
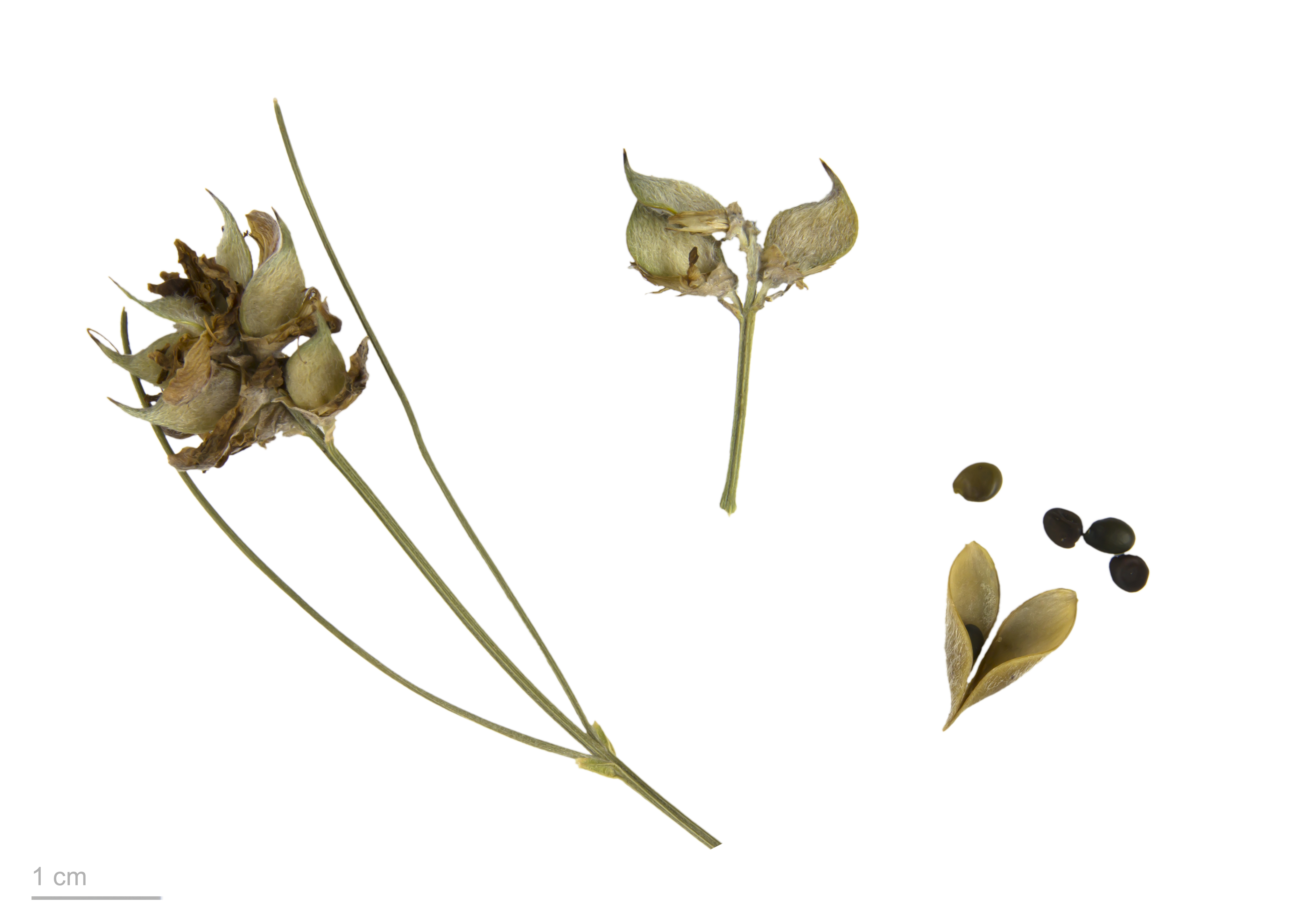
Genista radiata - Museum specimen